# Le Monde de Kaleb
Série
Jennig
(2019)
Pour plus de détails, voir Fiche technique et Distribution.
Le Monde de Kaleb est un documentaire français réalisé par Vasken Toranian et sorti en 2022.

## Synopsis
Le réalisateur filme la vie de la famille recomposée formée de Kaleb, un enfant de 10 ans né en France, Betty, sa mère apatride, Jean-Luc, tailleur gouailleur du 18e arrondissement de Paris, et son ami, lui aussi tailleur, Mehdi,,,.

## Fiche technique
- Réalisation : Vasken Toranian
- Montage : Sercan Sezgin (Lma Kuda)
- Production : Marc Bordure, Vasken Toranian, Robert Guédiguian
- Société(s) de production : Agat Films & Cie - Ex Nihilo
- Société(s) de distribution : JHR Films
- Musique : Julie Roué
- Pays de production :  France
- Langue originale : français
- Format : couleur
- Genre : documentaire
- Durée : 67 minutes
- Dates de sortie :
  - France : 2 novembre 2022